# Beersheba Springs
Beersheba Springs /ˈbɝʃəbə ˈspɹɪiŋz/ ist eine Town im Grundy County, Tennessee, Vereinigte Staaten. Die Einwohnerzahl betrug bei der Volkszählung 2010 477. Im 19. Jahrhundert war Beersheba Springs ein Ferienort.

## Geschichte
1833 entdeckte Porter Cain eine eisenhaltige Quelle. Die Quelle und das umliegende Gebiet oberhalb des Collins River Valley wurden 1839 eingemeindet. Nach der Eingemeindung wurde Beersheba Springs zu einer Sommerfrische mit einem kleinen Hotel und Blockhütten. Der Ort wurde mit den Postkutschen beliebt, die zwischen Chattanooga und McMinnville verkehrten. Der Ort war bekannt für sein Mineralwasser. Mit der Zeit zogen auch Farmer aus Louisiana in die Gegend und ließen die berüchtigten heißen Sommer ihres Heimatstaates hinter sich. Beersheba Springs diente als Sommerresidenz für die Autorin Mary Noailles Murfree aus Tennessee. Ende 19. Jahrhundert lebte auch die Philosophin Olga Plümacher in Beersheba Springs.

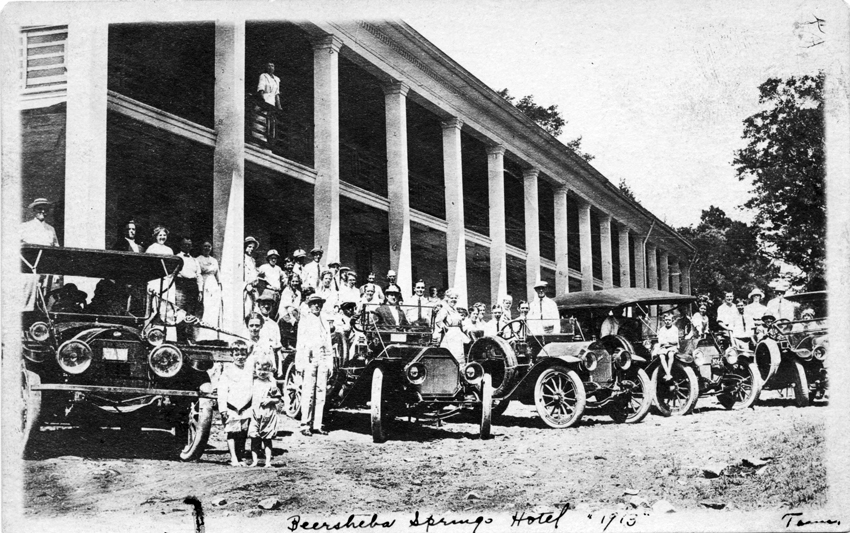
Beersheba Springs Hotel, 1913

### Kurort Beersheba Springs
Im Jahr 1854 erwarb Colonel John Armfield, ein Sklavenhändler aus Louisiana, das Gelände. Bis zu 100 Sklaven wurden nach Beersheba Springs gebracht, um an Armfields Umbau des Grundstücks zu arbeiten: ein neues Luxushotel, Hütten und eine Anlage, die 400 Gäste beherbergen sollte. Das Resort sollte über Wäschereien, Eishäuser, Billardzimmer und Bowlingbahnen verfügen. Französische Köche wurden für die Bewirtung der Gäste engagiert, ebenso wie Musikgruppen aus New Orleans.
An der Vorderseite des Hotels wurde ein hölzernes Observatorium errichtet. Vom Observatorium aus konnten die Gäste die Kämpfe zwischen den Armeen der Konföderierten und der Union während des Bürgerkriegs beobachten. Schließlich führten die Bedrohung durch Krieg, Überfälle und Plünderungen zu einem Rückgang der Besucherzahlen in Beersheba Springs, und das Resort wurde an Investoren aus dem Norden übergeben.
Das Resort wurde in den 1870er Jahren wiedereröffnet, erlangte aber nie wieder seine frühere Pracht. Im Jahr 1940 erwarb die Methodistenkirche das Resort und eröffnete es für Versammlungen und Sommercamps neu. Die Anlage ist architektonisch unverändert geblieben, und seit kurzem sind Teile des Hotels „modernisiert“ oder restauriert worden. Heute findet hier die jährliche Beersheba Springs Arts and Craft Fair statt. Im Jahr 1980 wurde die Anlage in das Nationale Verzeichnis historischer Stätten (National Register of Historic Places) aufgenommen.

## Geographie
Beersheba Springs liegt bei 35°28′2″N 85°40′18″W / 35.46722°N 85.67167°W (35.467209, −85.671700). Nach Angaben des United States Census Bureau hat die Stadt eine Gesamtfläche von 4,9 Quadratmeilen (13 km2).

## Beersheba Springs heute
Heute dient der Ort als wichtiges Sommertagungszentrum für die Tennessee United Methodist Church und für die Durchführung einer Kunsthandwerksmesse.
Das Old Brown Museum, ein ehemaliger Dorfladen, dient heute als Gemeindemuseum, das die Geschichte von Beersheba Springs dokumentiert. Die Stadt mit ihren 477 Einwohnern beherbergt sieben Kirchen.